# 赵焰
赵焰（1965年—），安徽旌德人，中国作家协会会员，安徽省作家协会副主席。

## 生平
1986年毕业于安徽师范大学中文系。曾先后在安徽省旌德县委党校、冶金部屯溪调查所、宣城地委办公室工作。1993年调入安徽日报社，曾任安徽日报社驻宣城记者站站长。现任安徽商报社副总编辑，主任记者。
2013年12月31日，当选为安徽省作家协会副主席。

## 主要作品
- 散文集：《思想徽州》（2006年）、《千年徽州梦》（2007年）、《行走新安江》（2011年）、《男人四十就变鬼》（2006年）、《野狐禅》（2012年）等。
- 历史著作：《晚清有个李鸿章》（2007年）、《晚清有个曾国藩》（2009年）、《晚清有个袁世凯》（2009年）、《在淮河边上讲中国历史》（2010年）、《晚清之后是民国：1916至1928年的中国》（2014年）、《曾国藩传》（2016年）、《李鸿章传》（2016年）。
- 小说：《与眼镜蛇同行》（1999年）、《无常》（2012年）、《异瞳——当关羽遇见貂蝉》（2016年）。
- 电影随笔：《夜兰花——我把酷碟献给你》（2005年）、《蝶影抄》（2008年）、《巴黎的忧伤》（2016年）。